# Michail Iwanowitsch Skotti

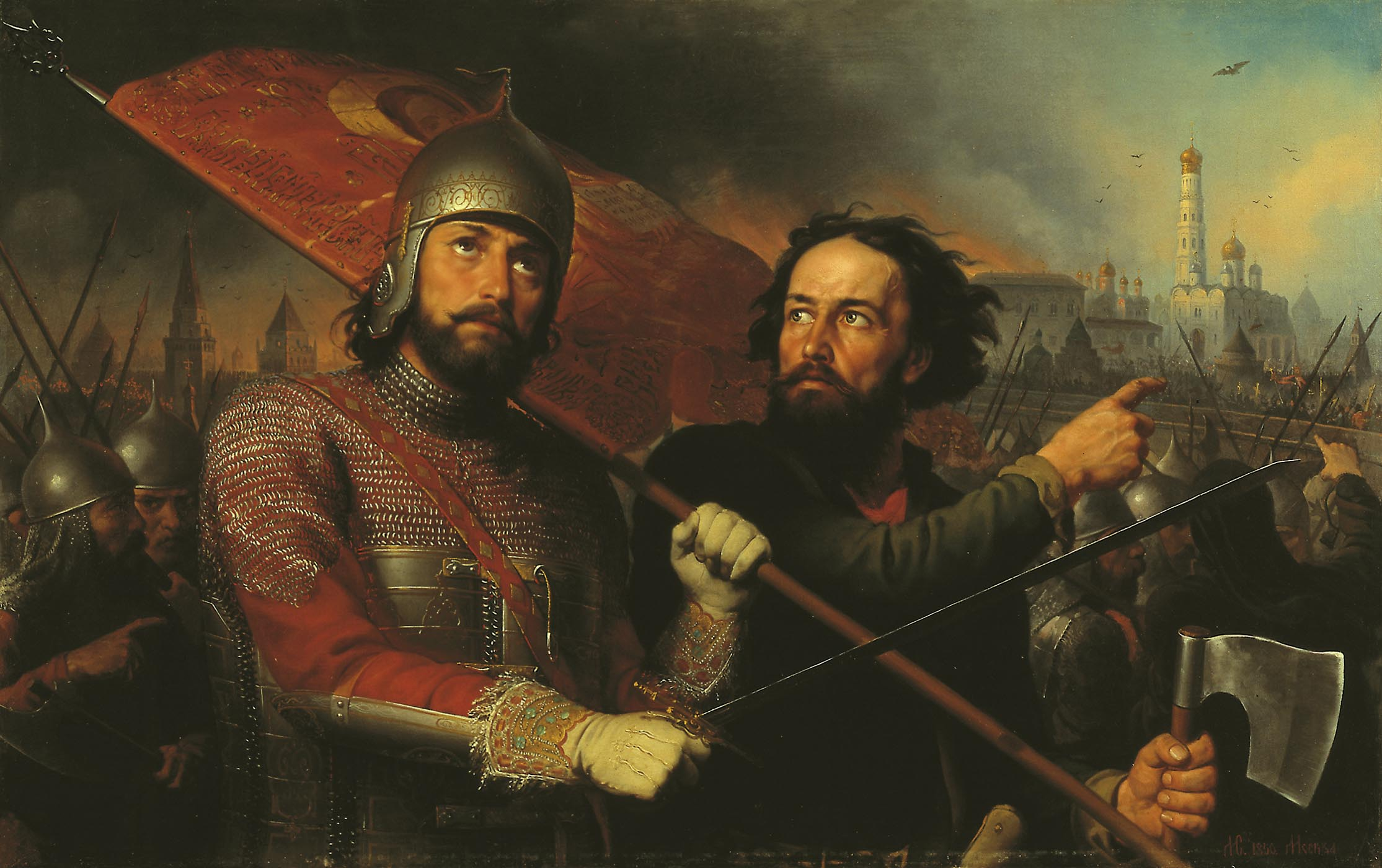
Kusma Minin und Dmitri Michailowitsch Poscharski auf einem Gemälde Skottis

Michail Iwanowitsch Skotti (Michele Pietro Scotti, russisch Михаил Иванович Скотти; * 1812 in Sankt Petersburg; † 1861 in Paris) war ein russischer Maler italienischer Herkunft. Er arbeitete vor allem mit Ölfarben, Wasserfarben und Bleistiften.
Skotti begann seine Malerkarriere an der Zeichenschule von Karl Brjullow. Bereits 1831 und 1832 wurde Skotti aufgrund seiner Begabung mit zwei Silbermedaillen an der russischen Kunstakademie ausgezeichnet. Ehe er 1838 nach Italien zog, wurde eines seiner Werke ebenfalls ausgezeichnet.
Nach seiner Rückkehr fünf Jahre später, besuchte Skotti Konstantinopel und wurde 1849 schließlich in einer Moskauer Akademie angestellt.
Michail Iwanowitsch Skotti starb in Paris und wurde auf dem Cimetière de Montmartre beigesetzt.